# Ужгород II
У́жгород ІІ — проміжна залізнична станція Ужгородської дирекції Львівської залізниці на електрифікованій лінії 263 км — Павлове між станціями Ужгород (4 км) та Павлове (7,5 км). Розташована в селі Минай Ужгородського району Закарпатської області.

## Пасажирське сполучення
До/від станції Ужгород ІІ курсують приміські електропоїзди сполученням Сянки — Мукачево.